# Holding Back the Years
Singles de Simply Red
Come to my Aid
(1985) Jericho
(1986)
Holding Back the Years est une chanson écrite par Mick Hucknall, composée par Mick Hucknall et Neil Moss et enregistrée pour la première fois en 1982 par le groupe de rock britannique The Frantic Elevators dont Hucknall et Moss sont alors membres.
Une nouvelle version est enregistrée par le nouveau groupe de Mick Hucknall, Simply Red, et figure sur l'album Picture Book sorti en 1985. La chanson est extraite en single en novembre 1985, rencontrant du succès essentiellement en Belgique et aux Pays-Bas. Ressortie en juin 1986, elle connaît un succès plus important, atteignant notamment la 2e place du classement des ventes au Royaume-Uni, et la 1re en Irlande et aux États-Unis.

## Histoire de la chanson
C'est l'abandon du foyer familial par la mère de Mick Hucknall quand il n'avait que 3 ans qui a inspiré la chanson. Hucknall a écrit les paroles quand il avait 17 ans et vivait dans la maison de son père, mais il n'a achevé le texte du refrain que des années plus tard.
C'est avec le groupe The Frantic Elevators, dont il est le chanteur, que Mick Hucknall enregistre la chanson. Il en est le seul compositeur, cependant par amitié avec le guitariste du groupe, Neil Moss, avec qui il avait composé bien d'autres chansons, il a décidé de le créditer. Le morceau sort en single en août 1982 sur le label No Waiting.
Après la séparation de The Frantic Elevators, Mick Hucknall forme le groupe Simply Red avec lequel il enregistre une nouvelle version de la chanson, plus orientée soul, sur le premier album du groupe, Picture Book.

## Distinctions
Avec Holding Back the Years, Simply Red reçoit plusieurs nominations : MTV Video Music Award du meilleur nouvel artiste en 1986, Grammy Award de la meilleure prestation vocale pop d'un duo ou groupe et Brit Award du meilleur single britannique, en 1987,,.

## Classements hebdomadaires
| Classement (1985)                      | Meilleure position |
| -------------------------------------- | ------------------ |
| Belgique (Flandre Ultratop 50 Singles) | 8                  |
| Pays-Bas (Nederlandse Top 40)          | 3                  |
| Pays-Bas (Single Top 100)              | 5                  |
| Royaume-Uni (UK Singles Chart)         | 51                 |

| Classement (1986)              | Meilleure position |
| ------------------------------ | ------------------ |
| Australie (Kent Music Report)  | 16                 |
| Autriche (Ö3 Austria Top 40)   | 22                 |
| Canada (RPM 100 Singles)       | 6                  |
| États-Unis (Billboard Hot 100) | 1                  |
| Irlande (IRMA)                 | 1                  |
| Nouvelle-Zélande (RMNZ)        | 40                 |
| Royaume-Uni (UK Singles Chart) | 2                  |

## Certification
| Pays              | Certification | Date       | Unités certifiées |
| ----------------- | ------------- | ---------- | ----------------- |
| Royaume-Uni (BPI) | Platine       | 11/04/2025 | 600 000           |

## Reprises
La chanson a fait l'objet de reprises de la part d'artistes comme Randy Crawford, The Isley Brothers, Jimmy Scott, Angie Stone, Etta James ou encore Train.
En outre, Simply Red a enregistré une nouvelle version acoustique dans un style latin jazz sur l'album Simplified sorti en 2005. 